# Les Garçons de la bande
Pour plus de détails, voir Fiche technique et Distribution.
Les Garçons de la bande (titre original : The Boys In The Band) est un film américain réalisé par William Friedkin, sorti en 1970. 
Le film aborde le thème de l'homosexualité, ce qui était plutôt rare à l'époque.

## Synopsis
Un soir Michael reçoit ses amis à l'occasion de l'anniversaire d'Harold qui se fait attendre. Il y a Emory qui assume pleinement son homosexualité, Hank qui divorce de sa femme et vit avec Larry, un gay libertin, Donald l'amant de Michael, Bernard un libraire, Cowboy Tex un jeune prostitué, cadeau pour Harold et Alan ami de la fac de Michael, hétérosexuel. Harold un gay juif flamboyant arrive enfin. Après un orage violent qui oblige les garçons à se réfugier dans le salon, Michael propose un jeu particulier, chacun devra appeler la personne qu'il a le plus aimée dans sa vie. Certaines vérités sur chacun apparaissent au grand jour, des règlements de compte aussi.

## Fiche technique
- Titre : Les Garçons de la bande
- Titre original : The Boys in the Band
- Réalisation : William Friedkin
- Scénario : Mart Crowley d'après sa pièce The Boys in the Band
- Directeur de la photographie : Arthur J. Ornitz
- Son : Jack C. Jacobsen
- Décor : John Robert Lloyd
- Costumes : W. Robert La Vine
- Montage : Gerald B. Greenberg
- Producteur : Mart Crowley
- Production : Leo Films
- Durée : 1h58
- Date de sortie : Etats-Unis : 17 mars 1970 / France : 26 janvier 1972

## Distribution
- Kenneth Nelson : Michael
- Frederick Combs : Donald
- Leonard Frey : Harold
- Cliff Gorman : Emory
- Peter White : Alan McCarthy
- Laurence Luckinbill : Hank
- Keith Prentice : Larry
- Reuben Greene : Bernard
- Robert La Tourneaux : Cowboy Tex
- Maud Adams : la modèle photo pour Larry

## Bande originale
- Anything Goes (Harpers Bizarre)
- The Look Of Love (Burt Bacharach)
- Love Is Like A Heat Wave (Martha and the Vandellas)
- Funky Broadway (Wilson Pickett)
- The Frog (Sérgio Mendes)
- Take The Fifth Amendment (Joe Tex)
- Good Lovin' Ain't Easy To Come By (Marvin Gaye et Tammi Terrell).

## Récompenses et nominations
Kenneth Nelson a reçu une nomination pour la Révélation masculine de l'année (New Star of the Year - Actor) aux Golden Globes en 1971. 
La Producers Guild of America a honoré Cliff Gorman et Leonard Frey du Laurel Award des stars de demain.